# Кротовская
Кротовская — деревня в Тарногском районе Вологодской области.
Входит в состав Заборского сельского поселения, с точки зрения административно-территориального деления — в Заборский сельсовет.
Расстояние по автодороге до районного центра Тарногского Городка — 21 км, до центра муниципального образования Красного — 2 км. Ближайшие населённые пункты — Аксеновская, Якушевская, Горяевская.
По переписи 2002 года население — 17 человек.